# 景阳广场站
景阳广场站位于吉林省长春市绿园区，是长春轨道交通2号线车站。于2018年8月30日正式投入使用。

## 车站结构
车站形式为岛式二层车站，地下一层为一站厅，地下二层为一号线站台。车站设有全高屏蔽门。

### 车站楼层
| 地面              | 出入口 | A、B、C出入口                                                                                                 |
| 地下一层          | 站厅   | 客服中心、自动售票机、验票机                                                                                  |
| 地下二层          | 站台   | \| \| \| █ 2号线往汽车公园（万福街） \| \| 島式 · 開左邊车门 \| \| \| \| \| \| █ 2号线往东方广场（解放桥） \| |
|                   |        | █ 2号线往汽车公园（万福街）                                                                                   |
| 島式 · 開左邊车门 |        | |
|                   |        | █ 2号线往东方广场（解放桥）                                                                                   |

## 车站出入口
车站设置4个出入口，A口位于景阳广场东侧、景阳大路北侧；B口位于普阳街西侧，景阳大路北侧；C口位于普阳街（西部快速路）西侧，景阳大路南侧；D口位于景阳广场东侧，景阳大路南侧（缓建）
|          |      |                       |                             |  |
| 出口编号 | 照片 | 出口指示              | 建议前往的目的地            |  |
| 出口 · A |      | 景阳广场东 景阳大路北 | 吾悦广场                    |  |
| 出口 · B |      | 景阳大路北 普阳街西   | 长春市人大常委会 长春市政协 |  |
| 出口 · C |      | 普阳街西 景阳大路北   | 中海•凯旋门                 |  |
| 出口 · D |      | 景阳广场东 景阳大路南 | 汽贸小区（暂缓开通）        |  |

## 公交换乘
- A口：228/240/231/280景阳广场站（下一站：锦阳路）
- B口：228/231/240/280/135市人大站（下一站：景阳广场）
- C口：228/231/240/280/135市人大站（下一站：231/280市政协，228公交医院站，240建设广场站）
- D口：228/240/231/280景阳广场站（下一站：市政协）

## 历史
- 2018年7月30日 - 2号线开始跑图。
- 2018年8月30日 - 2号线试运营。